# Valerij Kouptjinsky
Valerij Kouptjinsky, en rysk längdåkare.

## Meriter
- Paralympiska vinterspelen 2006 
  - Brons, längdskidåkning 10 km synskadade